# 南韦伯 (犹他州)
南韦伯（英文：South Weber），是美国犹他州戴维斯县下属的一座城市。建市于 1851年，面积大约为4.72平方英里（12.2平方公里），海拔约为4,551英尺（1,387米）。根据2010年美国人口普查，该市有人口6,051人。